# Instituto Luce
El Instituto Luce (en italiano: Istituto Luce, acrónimo de L'Unione Cinematografica Educativa) es la institución pública más antigua del mundo destinada a la difusión cinematográfica con finalidades didácticas e informativas a nivel nacional e internacional. El Instituto LUCE, órgano fundamental de propaganda cinematográfica durante el fascismo italiano, es precedente a este periodo; en concreto parte de una sociedad privada creada en Roma en torno al 1920. 
En 1924 se produjo una transformación importante, pues convertida en sociedad anónima y con un capital proveniente de varios entes públicos, se transformó en el órgano cinematográfico oficial del estado. 
Actualmente el instituto tiene sede en Roma y se encarga de la producción y de la difusión de largometrajes y documentales y posee un importante archivo histórico que se puede consultar por internet.